# PRADO
PRADO (PHP Rapid Application Development Object-oriented) – framework tworzony na zasadzie otwartego oprogramowania zorientowany obiektowo. Został napisany w PHP dla aplikacji WWW i jest oparty na komponentach oraz programowaniu zdarzeniowym. PRADO rozwijane jest przez PRADO Group oraz niezależnych programistów skupionych wokół społeczności strony pradoframework.net. Framework rozpowszechniany jest na licencji BSD.

## Historia
PRADO został zainspirowany przez Apache Tapestry. Po raz pierwszy został opublikowany w czerwcu 2004, pierwotnie był napisany w PHP 4. Qiang Xue, autor frameworka, przepisał kod na PHP 5, ze względu na konkurs zorganizowany przez Zend Technologies na aplikację w tej wersji języka PHP. PRADO zdobył w nim główną nagrodę, otrzymując najwięcej głosów publiczności oraz najwyższą ocenę jury.
W październiku 2008 powstał nowy framework – Yii – dziedzicząc większość kodu PRADO.
Od września 2013 PRADO jest dostępne na GitHubie.

## Wymagania
- PHP 5.4[3]
- Serwer WWW (jeden z poniższych):
  - Apache
  - Microsoft IIS